# Pueblo Viejo
Pueblo Viejo è un comune della Colombia facente parte del dipartimento di Magdalena.
Il centro abitato venne fondato da Juan B. Viana nel 1526, mentre l'istituzione del comune è del 24 giugno 1892.